# Slender Man (film)
Slender Man är en amerikansk skräckfilm från 2018, som hade biopremiär i Sverige och USA, den 10 augusti 2018. Filmen är regisserad av Sylvain White, från ett manus skrivet av David Birke, och är baserad på den fiktiva karaktären med samma namn. I rollerna syns bland andra Joey King, Julia Goldani Telles, Taylor Richardson, Jaz Sinclair, Alex Fitzalan och Javier Botet.

## Handling
Filmens handling kretsar kring de fyra unga tjejerna Wren, Hallie, Chloe och Katie, som bor i den fiktiva småstaden Winsford i den amerikanska delstaten Massachusetts. De fyra tjejerna bestämmer sig en dag för att framkalla den mystiske gestalten Slender Man, varpå Katie plötsligt försvinner. De andra tjejerna tar återigen kontakt med Slender Man för att få tillbaka Katie. Men det slutar med att Chloe av misstag öppnar ögonen och ser Slender Man framför sig, vilket gör att hon tappar förståndet. Hallie och Wren drabbas också av obehagliga visioner och hallucinationer. Hallie involverar även sin lillasyster Lizzie som drabbas av en svår panikattack, och blir inlagd på sjukhus och nedsövd. Wren och Hallie bestämmer sig sedan för att offra sig till Slender Man så att Lizzie kan få slippa undan, vilket hon till slut även gör.

## Rollista
| Julia Goldani Telles | – Hallie Knudsen |
| Joey King            | – Wren           |
| Jaz Sinclair         | – Chloe          |
| Annalise Basso       | – Katie Jensen   |
| Javier Botet         | – Slender Man    |
| Alex Fitzalan        | – Tom            |
| Taylor Richardson    | – Lizzie Knudsen |
| Kevin Chapman        | – Mr. Jensen     |
| Jessica Blank        | – Mrs. Knudsen   |
| Michael Reilly Burke | – Mr. Knudsen    |

## Produktion

### Utveckling
I maj 2016 rapporterades det att Sony Pictures hade startat utvecklingen av filmen Slender Man, baserad på Eric Knudsens fiktiva karaktär med samma namn, med ett manus skrivet av David Birke. Det var även på tal att Sonybolaget Screen Gems, tillsammans med de andra produktionsbolagen Mythology Entertainment, Madhouse Entertainment och It Is No Dream Entertainment skulle producera och distribuera hela projektet.
I januari 2017 tillkännagavs Sylvain White som regissör, och James Vanderbilt, William Sherak, Robyn Meisinger och Sarah Snow som filmens producenter. Ramin Djawadi och Brandon Campbell komponerade all partitur till filmen.

### Rollsättning
I maj 2017 anslöt sig Lea van Acken, Julia Goldani Telles, Jaz Sinclair, Annalise Basso, Talitha Bateman och Alex Fitzalan till rollistan. I juli tillkom även Kevin Chapman med en roll.

### Inspelning
Huvudfotograferingen påbörjades i Boston den 19 juni 2017 och avslutades den 28 juli samma år.